# Bithia nova
Bithia nova är en tvåvingeart som beskrevs av Louis-Paul Mesnil 1973. Bithia nova ingår i släktet Bithia och familjen parasitflugor.
Artens utbredningsområde är Turkmenistan. Inga underarter finns listade i Catalogue of Life.